# Porthidium yucatanicum
Porthidium yucatanicum är en ormart som beskrevs av Smith 1941. Porthidium yucatanicum ingår i släktet Porthidium och familjen huggormar. Inga underarter finns listade i Catalogue of Life.
Arten förekommer på norra Yucatánhalvön i Mexiko. Den lever i låglandet och i kulliga områden upp till 150 meter över havet. Habitatet utgörs av torra skogar med taggiga träd samt av varma lövfällande skogar. Honor lägger inga ägg utan föder levande ungar.
Flera exemplar dödas av personer som inte vill ha ormar nära sin bostad eller på åkermark. Allmänt är arten inte sällsynt. Den listas av IUCN som livskraftig (LC).